# Icușeni (okręg Botoszany)
Icușeni – wieś w Rumunii, w okręgu Botoszany, w gminie Vorona. W 2011 roku liczyła 1295 mieszkańców.